# ماثيو ريد
ماثيو ريد (بالإنجليزية: Matthew Reid)‏ هو نجار وسياسي أسترالي، ولد في 30 سبتمبر 1856 في المملكة المتحدة، وتوفي في 28 أغسطس 1947 في أستراليا. حزبياً، نشط في حزب العمال الأسترالي. وقد انتخب عضو المجلس التشريعي ولاية كوينزلاند عن دائرة Electoral district of Enoggera ‏ (23 ديسمبر 1899 – 11 مايو 1902) وانتخب عضو المجلس التشريعي ولاية كوينزلاند عن دائرة توونغ ‏ (29 أبريل 1893 – 21 مايو 1896) وانتخب عضو مجلس الشيوخ الأسترالي ‏ عن دائرة كوينزلاند (1 يوليو 1917 – 30 يونيو 1935).